# Susanne Fürst
Susanne Fürst (* 3. Mai 1969 in Linz) ist eine österreichische Rechtsanwältin und Politikerin der Freiheitlichen Partei Österreichs (FPÖ). Sie wurde am 9. November 2017 als Abgeordnete zum Nationalrat angelobt.

## Leben

### Ausbildung und Beruf
Susanne Fürst besuchte die Volksschule Mozartschule Linz und das Bundesrealgymnasium Linz Fadingerstraße. Nach der Matura begann sie ein Studium der Rechtswissenschaften an der Johannes Kepler Universität Linz (JKU), das sie 1991 als Magistra iuris abschloss. Von 1994 bis 1998 war sie an der JKU Universitätsassistentin am Institut für Staatsrecht und Politische Wissenschaften.
Seit 1999 ist sie in einer Rechtsanwaltskanzlei in Wels tätig, seit 2002 als Rechtsanwältin und Partner. 2001 promovierte sie mit einer Dissertation zum Thema Auf dem Weg zum modernen Gleichheitssatz: eine Untersuchung der rechtlichen Zulässigkeit von Quotenregelungen aus feministischer Sicht zur Doktorin der Rechtswissenschaften (Dr. iur.)
Sie ist verheiratet und hat zwei Söhne.

### Politik
2014/2015 wurde sie vom Freiheitlichen Parlamentsklub für die parlamentarische Enquete-Kommission betreffend Stärkung der Demokratie in Österreich als ständiges nicht stimmberechtigtes Mitglied als Expertin hinzugezogen. Ab 2016 vertrat sie die FPÖ im ORF-Publikumsrat, wo sie Mitglied im Finanz- und im Qualitätsausschuss war.
Bei der Nationalratswahl 2017 kandidierte sie auf der FPÖ-Bundesliste auf dem siebenten Listenplatz. Am 9. November 2017 wurde sie als Abgeordnete zum österreichischen Nationalrat angelobt. Im Zuge der Regierungsbildung der Bundesregierung Kurz I nach der Nationalratswahl 2017 verhandelte sie auf FPÖ-Seite in der Untergruppe für Medien. In der XXVI. Gesetzgebungsperiode war sie Mitglied im Verfassungsausschuss, im Immunitätsausschuss, im Ausschuss für Menschenrechte, im Geschäftsordnungsausschuss sowie im Gleichbehandlungsausschuss und FPÖ-Bereichssprecherin für Menschenrechte.
Im ORF-Stiftungsrat folgte ihr Barbara Nepp, die Ehefrau von Dominik Nepp, nach. Der Vorsitzende des ORF-Stiftungsrates Norbert Steger übergab ihr die Arbeiten an einem neuen ORF-Gesetz.
Bei der Nationalratswahl 2019 kandidierte sie auf dem fünften Listenplatz der FPÖ-Bundesliste; im Landeswahlkreis Oberösterreich war sie FPÖ-Spitzenkandidatin. Vor Beginn der XXVII. Gesetzgebungsperiode wurde sie am 22. Oktober 2019 zur Klubobmann-Stellvertreterin gewählt. Im FPÖ-Parlamentsklub fungiert sie in der XXVII. Gesetzgebungsperiode als Bereichssprecherin für die Verfassung und die Geschäftsordnung. Neben Christian Hafenecker wurde sie Mitglied der FPÖ-Delegation des im Jänner 2020 eingesetzten Untersuchungsausschusses zur mutmaßlichen Käuflichkeit der türkis-blauen Bundesregierung (Ibiza-Untersuchungsausschuss). Im Dezember 2021 wurde sie Mitglied im ÖVP-Korruptions-Untersuchungsausschuss.
Nach dem Rücktritt von Axel Kassegger als außenpolitischer Sprecher im September 2023 wurde Fürst als dessen Nachfolgerin designiert. Für die Nationalratswahl 2024 wurde sie hinter Spitzenkandidat Herbert Kickl auf Platz zwei der FPÖ-Bundesliste gereiht. Neben Herbert Kickl, Michael Schnedlitz, Christian Hafenecker, Norbert Nemeth, Reinhard Teufel und Arnold Schiefer wurde sie nach der Nationalratswahl Teil des Verhandlungsteams der FPÖ zur Bildung einer Regierung.
Im Juni 2021 stellte sie „aus rein privaten und beruflichen Gründen“ einen Antrag für die ungarische Staatsbürgerschaft. Fürst ist auch als Autorin für die rechtsextreme Zeitschrift Info-Direkt tätig. Im Juni 2024 schlug FPÖ-Generalsekretär Christian Hafenecker vor, den Posten eines Remigrationskommissars zu schaffen und diesen für Österreich in die EU-Kommission zu entsenden, dieser Posten solle mit Fürst besetzt werden.